# Eukoenenia potiguar
Espèce
Eukoenenia potiguar est une espèce de palpigrades de la famille des Eukoeneniidae.

## Distribution
Cette espèce est endémique du Rio Grande do Norte au Brésil. Elle se rencontre dans la grotte Gruta do Vale à Felipe Guerra et dans la grotte Gruta Boca de Peixe à Governador Dix-Sept Rosado.

## Description
Le mâle holotype mesure 1,085 mm, le mâle paratype 1,155 mm et les femelles 1,150, 1,220 mm et 1,225 mm.

## Publication originale
- Ferreira, Souza, Machado & Brescovit, 2011 : Description of a new Eukoenenia (Palpigradi: Eukoeneniidae) and Metagonia (Araneae: Pholcidae) from Brazilian caves, with notes on their ecological interactions. Journal of Arachnology, vol. 39, no 3, p. 409-419 (texte intégral).